# Joaquín Sánchez Rodríguez
Joaquín Sánchez Rodríguez (* 21. červenec 1981 El Puerto), známý jako Joaquín, je bývalý španělský profesionální fotbalista, který hrál na pozici křídelníka. Svoji hráčskou kariéru ukončil v létě 2023, a to v dresu španělského klubu Real Betis, jehož byl kapitánem. Mezi lety 2002 až 2007 odehrál také 51 utkání v dresu španělské reprezentace, ve kterých vstřelil 4 branky. Zúčastnil se také dvou světových šampionátů a jednoho evropského šampionátu.
Ve španělské nejvyšší soutěži, La Lize, odehrál takřka 600 zápasů a k dubnu 2022 je v žebříčku fotbalistů s nejvíce zápasy v soutěži na druhé příčce (první je bývalý španělský brankář Andoni Zubizarreta).
V prosinci 2019 se stal v 38 letech nejstarším fotbalistou historie španělské ligy, který vstřelil hattrick.

## Klubová kariéra

### Real Betis
Joaquín je produkt akademie Betisu Sevilla.
Od roku 2000 do roku 2006 působil v A-týmu Betisu, za který nastoupil do více než 200 zápasů. V ročníku 2001/02 zasáhl do 34 zápasů La Ligy, další ročník do 37 zápasů, ročník 2003/04 36 zápasů a vstřelil 5, respektive 9 a 8 branek. 20. ledna 2004 vstřelil úvodní branku zápasu s Realem Madrid, na kterou odpověděl Ronaldo, zápas tak skončil výsledkem 1:1.
V ročníku 2004/05 s Betisem zvítězil ve finále domácí poháru Copa del Rey nad Osasunou 2:1.
Zasáhl do všech zápasů domácí La Ligy a opět gólově přispěl, tentokráte 5 góly.
V závěru jeho působení v Betisu o něj projevily zájem velkokluby jako FC Barcelona, Real Madrid, Manchester United nebo Chelsea, nakonec však zakotvil ve Valencii.
Ještě před tím si však s Betisem zahrál Ligu mistrů – po vítězném předkole s AS Monaco si zahrál skupinovou fázi, kde tým narazil na anglické týmy Liverpool a Chelsea a též na belgický Anderlecht. Odehrál všechny zápasy, ve druhém zápase přispěl k vítězství gólovou asistencí, Betis tak vyhrál na půdě Anderlechtu 1:0.
V jarní fázi Betis pokračoval v Poháru UEFA, kde nejprve narazil na nizozemský AZ Alkmaar. Joaquínův gól přispěl k důležitému vítězství 2:0 na domácím stadionu,
venku se po opačném výsledku postoupilo až v prodloužení. V šestnáctifinále však Betis nestačil na Steauu Bukurešť (0:0, 0:3).

### Valencia
Od roku 2006 do roku 2011 působil ve Valencii, kde sehrál celkově 216 soutěžních zápasů, z toho 158 v zápasech domácí ligy. V ročníku 2007/08 získal svůj druhý domácí pohár. Do finále však nezasáhl, na pravém křídle jej zastoupil Javier Arizmendi. Valencia porazila Getafe 3:1.

### Návrat do Betisu
Roku 2015 se vrátil do Betisu. V ročníku La Ligy 2019/20 vedl mužstvo jako kapitán. V prosinci proti Bilbau vstřelil hattrick během úvodních 20 minut a stal se tak ve 38 letech nejstarším hráčem La Ligy, kterému se něco takového povedlo.
Bilbao utkání zdramatizovalo, ale Betis doma přesto vyhrál 3:2. Před červencovým utkáním na Atléticu Madrid jej dělil jeden zápas od toho, aby překonal Raúla v počtu fotbalistou v poli odehraných zápasů ve španělské nejvyšší soutěži. Před zápasem jich měl Joaquín odehráno celkově 549.

## Reprezentační kariéra
Joaquín debutoval v únorovém přátelském utkání s Portugalskem v roce 2002, které skončilo nerozhodně 1:1.
Dostal se do nominace na MS v Koreji a Japonsku, kam jej povolal trenér Iñaki Sáez. V zápase čtvrtfinále proti hostující Jižní Koreji nedokázal proměnit penaltu v pokutových kopech, která rozhodla zápas v penaltovém rozstřelu ve prospěch soupeře.
Joaquín byl též povolán do týmu na Euro 2004 konaném v Portugalsku. Za jeho nominací stál opět trenér Španělska Iñaki Sáez.
Jeho posledním velkým šampionátem bylo MS 2006 v Německu. Do prvního klání s Tuniskem (výhra Španělů 3:1) vstoupil jako střídající hráč za spoluhráče z Valencie Davida Villu v 56. minutě. Ve druhém zápase proti Saúdské Arábii nastoupil v základu a odehrál celé utkání, které pro Španěly opět skončilo výhrou, tentokrát výsledkem 1:0. Do osmifinále s Francií zasáhl opět jako střídající hráč za Villu, ale nepomohl odvrátit porážku 1:3.
Patřil mezi naděje španělského fotbalu, ten se ale ubíral jiným směrem a v systému zvaném tiki-taka nebylo pro Joaquína místo.

## Úspěchy

### Klubové

#### Real Betis
- Copa del Rey: 2004/05[18]

#### Valencia
- Copa del Rey: 2007/08[18]

## Styl hry
Hraje zpravidla na pozici pravého křídla a jeho přednostmi jsou rychlost a dribling.

## Osobní život
Od dětství byl příznivcem býčích zápasů.